# Conrad Cappell
Conrad Cappell  (* 26. Mai 1947 in Vacha) ist ein pensionierter deutscher Diplomat und war zuletzt tätig als deutscher Generalkonsul in Ho-Chi-Minh-Stadt.

## Leben
Nach dem Abitur absolvierte Cappell von 1966 bis 1971 ein Studium der Rechtswissenschaften an der Freien Universität Berlin sowie der Ruprecht-Karls-Universität Heidelberg, das er 1971 mit dem Ersten Juristischen Staatsexamen abschloss. Nach dem darauf folgenden Rechtsreferendariat legte er 1974 das Zweite Juristische Staatsexamen ab und war danach bis 1980 Referent in der Landesregierung von Baden-Württemberg.
1980 trat Cappell in den Auswärtigen Dienst ein und fand nach Ablegung der Laufbahnprüfung für den höheren Dienst 1982 Verwendung als Legationsrat an der Botschaft in Südkorea und danach von 1986 und 1989 als Referent im Auswärtigen Amt in Bonn. Nachdem er daraufhin Botschaftsrat an der Botschaft auf den Philippinen und dann 1993 Leiter der Rechts- und Konsularabteilung der Botschaft in Ungarn wurde, war er zwischen 1996 und 2000 Leiter des Referats für Visafragen im Auswärtigen Amt. Von 2000 bis 2004 war Cappell Generalkonsul in Dubai sowie anschließend Botschafter in Brunei. 
Von August 2008 bis zu seiner Pensionierung im März 2013 war Conrad Cappell Generalkonsul in Ho-Chi-Minh-Stadt (Vietnam).
Cappell ist verheiratet und hat ein Kind.
| Personendaten    | Personendaten                           |
| ---------------- | --------------------------------------- |
| NAME             | Cappell, Conrad                         |
| KURZBESCHREIBUNG | deutscher Botschafter und Generalkonsul |
| GEBURTSDATUM     | 26. Mai 1947                            |
| GEBURTSORT       | Vacha                                   |